# Olivier Strebelle

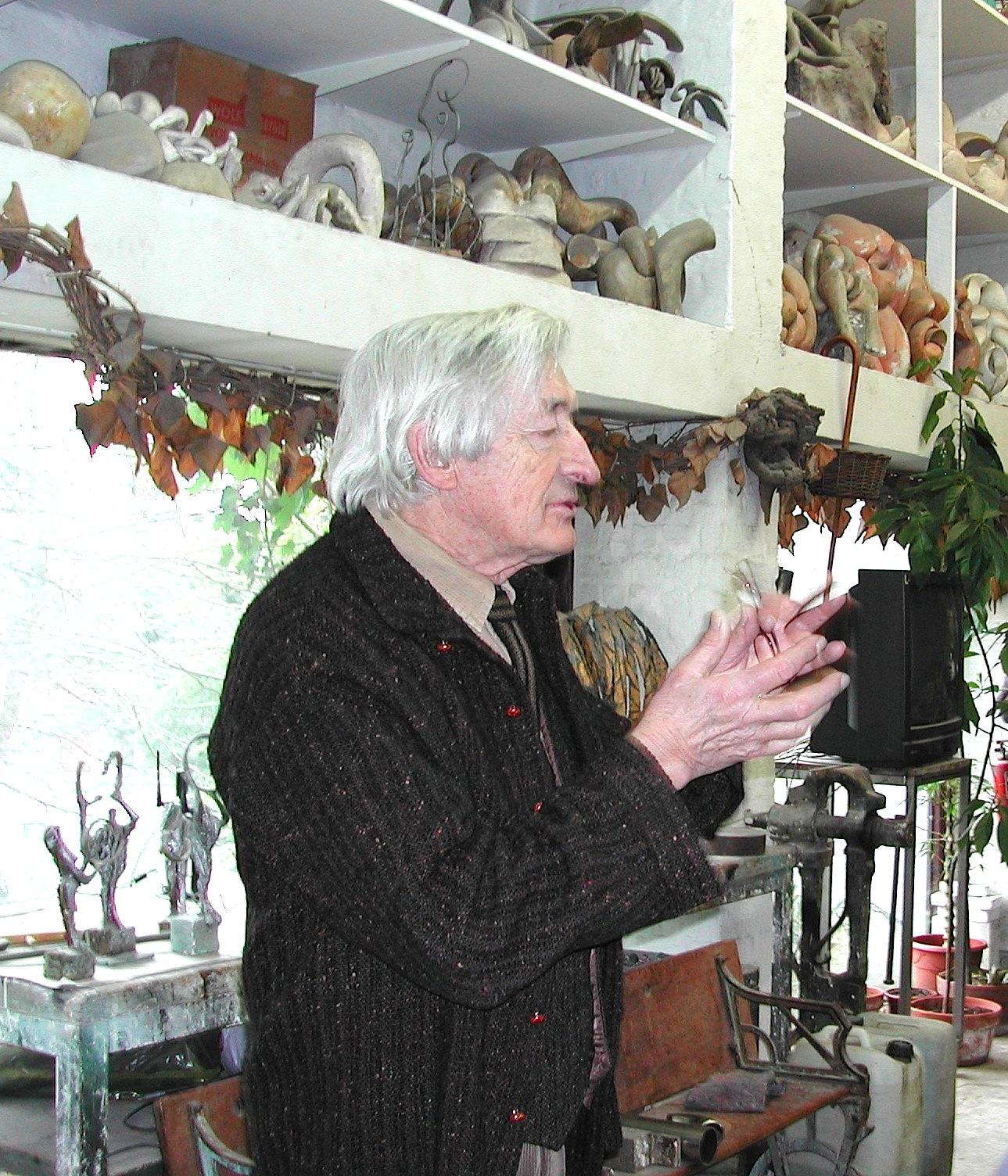
Strebelle in 2009

Olivier Strebelle (Ukkel, 20 januari 1927 – 29 juli 2017) was een Belgisch kunstenaar.
Hij is een zoon van de kunstschilder Rodolphe Strebelle. Samen met Pierre Alechinsky, Reinhoud en Christian Dotremont was hij in 1948 medeoprichter van de Ateliers du Marais. Hij was docent aan het Antwerpse Hoger Instituut van 1953 tot 1961, waar hij onder andere Willy Meysmans onderrichte. En hij werkte daarna in Canada en in de VS. In 1958 won hij de Prix de Rome.

## Werk
Op de Brusselse wereldtentoonstelling van 1958 maakte Olivier Strebelle furore met zijn beeld Het Ros Beiaard, een kubistische, geabstraheerde constructie in brons met keramische tegels. Het beeld met de Vier Heemskinderen kwam na de expositie terecht in Namen naast de toen nieuw aangelegde Ardennenbrug over de Maas.
Verschillende van zijn werken staan in Brussel, een ervan is geplaatst voor de zetel van UCB te Brussel (Erasmus). Een van zijn jongste werken is het beeld De Golf dat is opgesteld op het schouwburgplein in Kortrijk. Het is een fontein die zeven meter hoog en twaalf meter lang is en bestaat uit elf gebogen buizen waaruit het water spuit. Het beeld werd onthuld op 21 maart 2003. Het laatst onthulde kunstwerk van Strebelle is 'Athletes Alley', een gift van België aan China ter gelegenheid van de Olympische Spelen van 2008 te Peking (23 mei 2008).

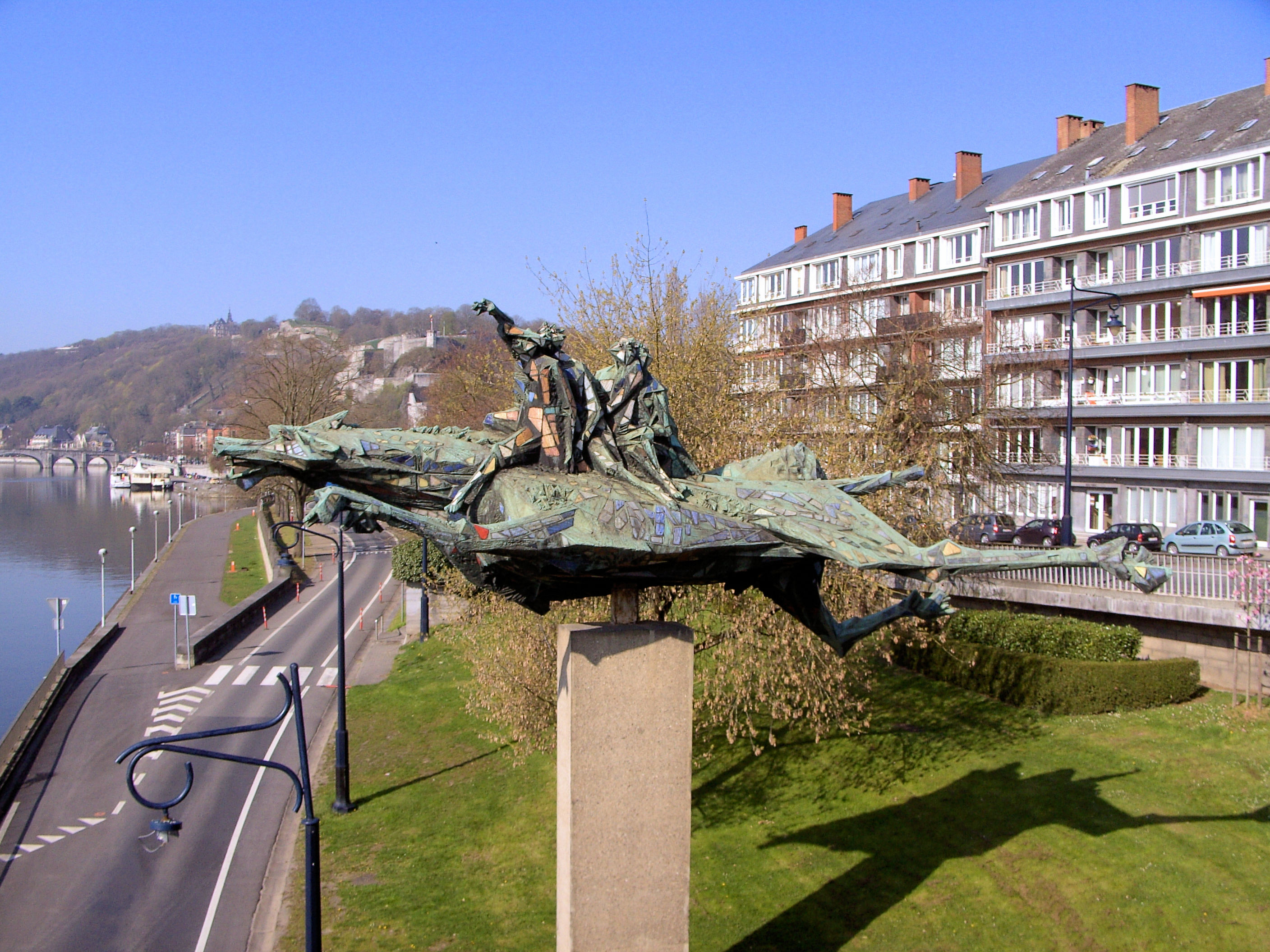
Ros Beiaard (1958) in Namen
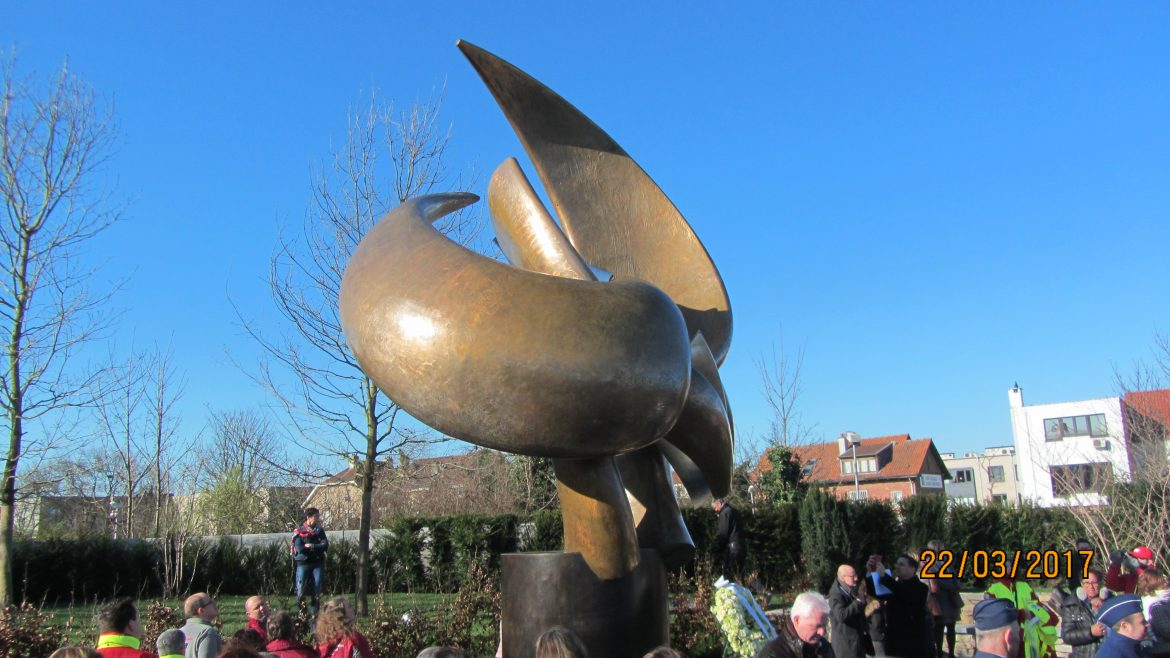
Flight in mind (1994) in Zaventem
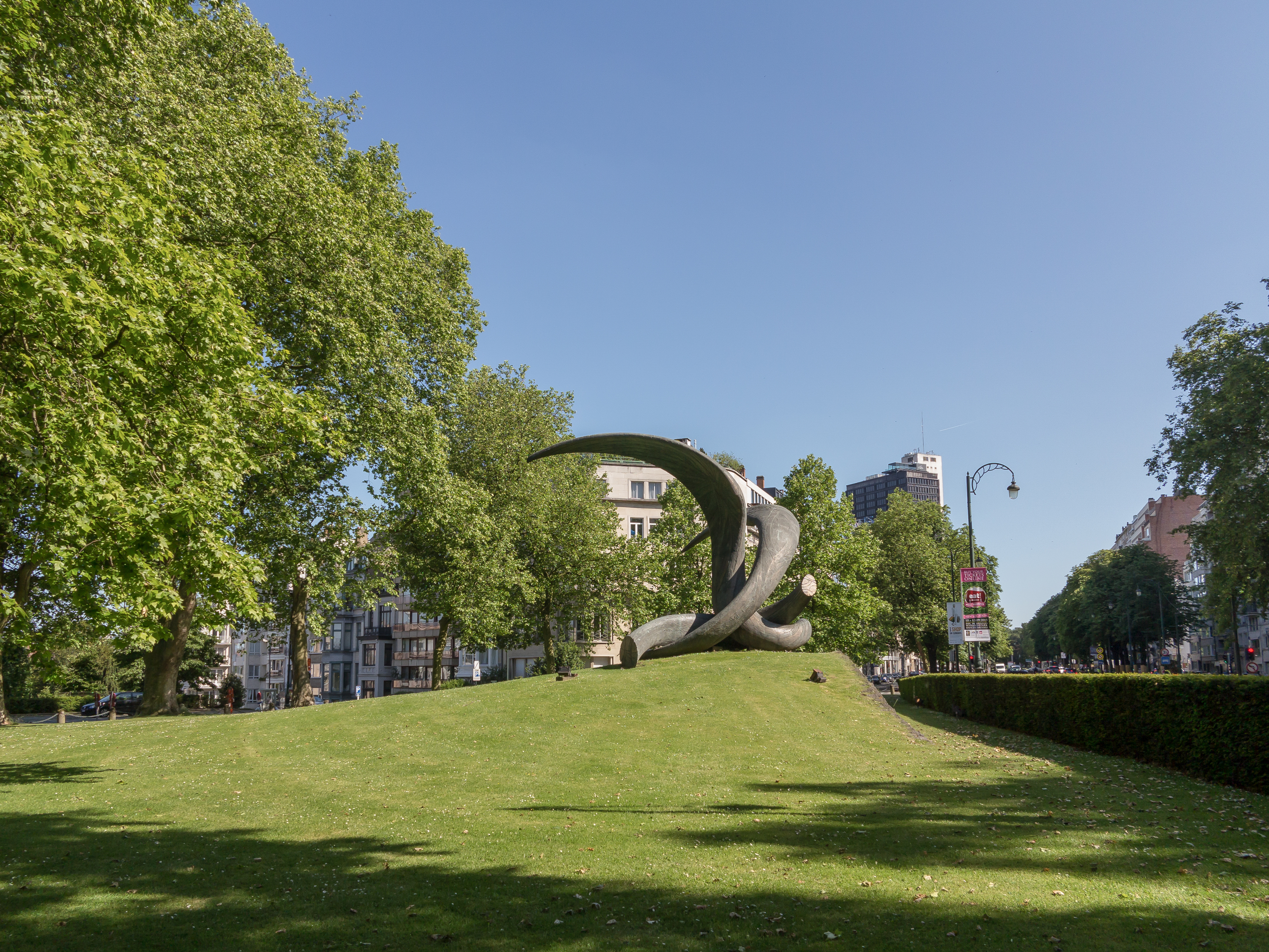
Phoenix 44 (1994) aan de Louizalaan
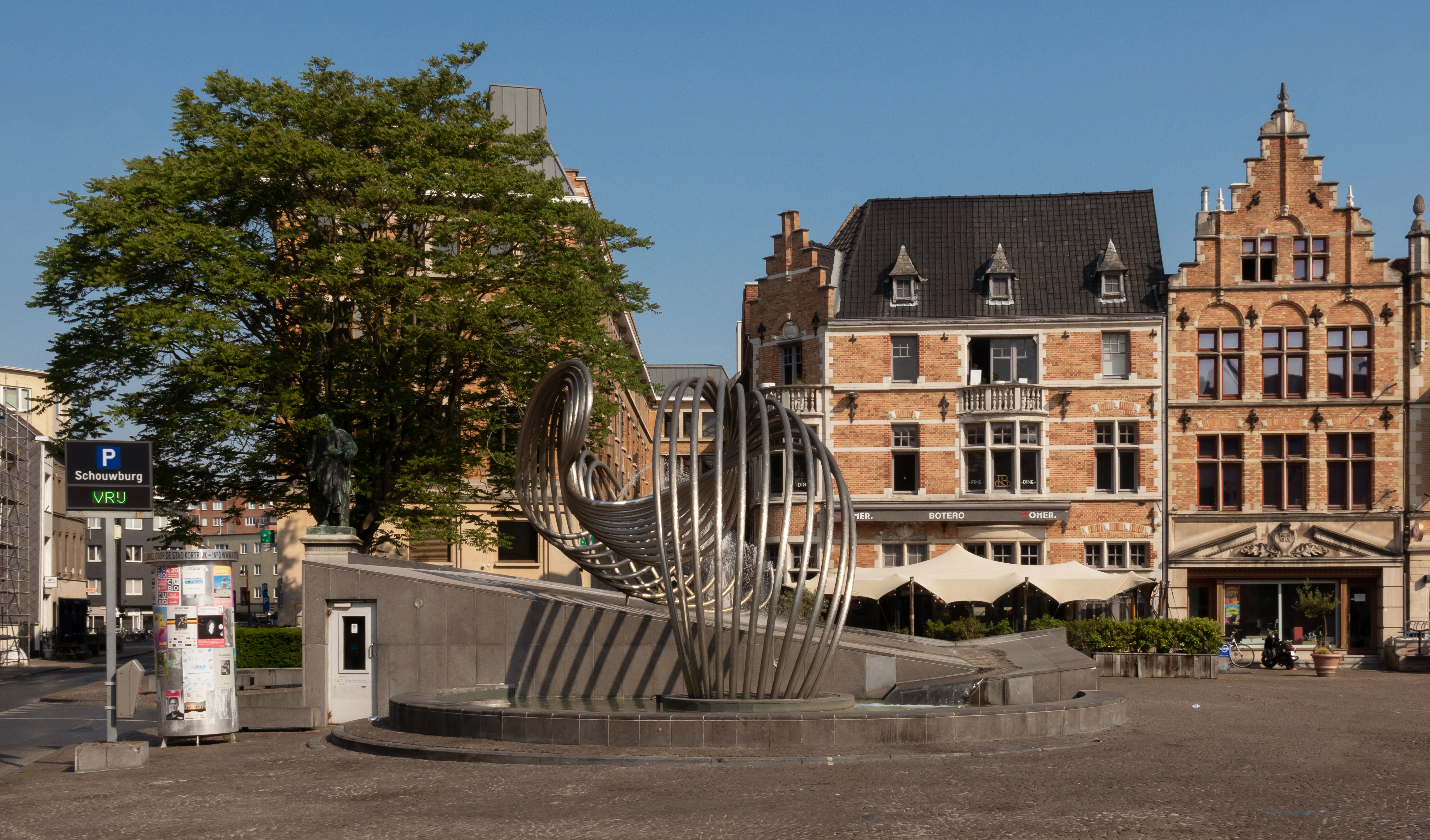
De Golf (2003) in Kortrijk

## Flight in mind
Het bronzen kunstwerk “Flight in mind“, speciaal ontworpen voor Brussels Airport, dat tot de aanslagen in Brussel op 22 maart 2016 in de vertrekhal van de luchthaven stond, raakte zwaar beschadigd. Met de kunstenaar werd afgesproken om de averij niet te herstellen, maar het kunstwerk werd wel gerestaureerd. Het kunstwerk heeft een nieuwe plek gekregen aan het begin van de toegangsweg tot de luchthaven in Zaventem (nabij de rotonde onder het viaduct van de A201) en werd officieel onthuld op 22 maart 2017.

## Eerbetoon
In 2018 besloot de gemeenteraad van de gemeente Ukkel een plein naar hem te vernoemen in de door projectontwikkelaar Matexi nieuw aangelegde woonwijk.